# Ágios Andréas (Zante)
Ágios Andréas (grec moderne : Άγιος Ανδρέας) est un îlot, ainsi qu'une localité, située dans le dème de Zante, dans le district régional de Zante, dans la périphérie des Îles Ioniennes, en Grèce.
Selon le recensement de 2021, la localité ne compte aucun habitant.